# FAW Volkswagen
FAW-Volkswagen Automotive Co.Ltd., également abrégée FAW-VW, est une entreprise de l'industrie automobile basée en Chine,.

## Histoire
Audi AG commence ses activités le 13 août 1988 avec First Automobile Works pour produire l'Audi 100 pour le marché chinois. La 100 était assemblée avec des pièces importées d'Allemagne.
Le 20 novembre 1990, le contrat officiel d'une capacité annuelle de 150 000 voitures pour la coentreprise entre le groupe FAW (First Automotive Works Group) et Volkswagen AG a été signé par Geng Zhaojie (耿昭杰), président de FAW, et le Dr Carl Hahn, PDG de Volkswagen AG, dans le Grand Hall du Peuple, à Pékin. Toutes les installations de la première usine automobile, y compris l'atelier de carrosserie, l'atelier de peinture et l'atelier de montage, provenaient de l'usine abandonnée de la Volkswagen Westmoreland Assembly, aux États-Unis. L'entreprise a démarré officiellement ses activités le 1er septembre 1992. Le 5 décembre 1991, la première Volkswagen Jetta Mk2 sort des chaînes de montage. Deux ans plus tard, le  7 février 1993, la 10 000e voiture sort des chaînes de production. En 1995, FAW Group, Volkswagen AG et Audi AG décident d'intégrer Audi à la gamme de produits des coentreprises, les participations ont également été modifiées : 60 % pour FAW, 30 % pour VW et 10 % pour Audi.
Le 20 mai 1996, la première Audi 200 sort de la chaîne de production. Le 10 juillet 1996, l'atelier de moteurs a commencé à fonctionner ainsi que la production à pleine échelle. En juillet 1996, l'entreprise était capable de produire 150 000 voitures, 270 000 moteurs et 180 000 boîtes de vitesses en un an.
Le 7 décembre 2004, la deuxième usine automobile de FAW-VW commence à fonctionner. Le 4 août 2009, la 3 000 000e voiture (une Golf A6) sorti de la chaîne de l'usine automobile no 2.
Le 26 mars 2019, FAW-VW lance la nouvelle sous-marque Jetta, avec trois nouveaux véhicules : Jetta VA3, VS5 et VS7. Alors que VA3 est un rebadge de la VW Jetta en Chine, les deux modèles de SUV, VS5 et VS7, sont des rebadges de modèles SEAT. Les ventes devraient débuter au troisième trimestre de cette année,,. Tous les modèles Jetta sont assemblés à l'usine de Chengdu.